# 로이 런던
로이 런던(Roy London, 1943년 3월 3일 ~ 1993년 8월 8일)은 미국의 배우, 연극 배우이다.
뉴욕에서 태어났으며 로스앤젤레스에서 사망하였다.

## 영화
- 히트맨 (1991년)
- 상처 뿐인 과거 (1988년)
- 램페이지 (1987년)
- 제이크 스피드 (1986년)
- 금지구역 (1979년)